# سیمین دانشور
سیمین‌تاج دانشور (۸ اردیبهشت ۱۳۰۰ – ۱۸ اسفند ۱۳۹۰) نویسنده و مترجم ایرانی بود. او نخستین زن ایرانی بود که به صورت حرفه‌ای در زبان فارسی داستان نوشت. مهم‌ترین اثر او نخستین رمانش سووشون است که نثری ساده دارد و به ۱۷ زبان ترجمه شده است. سووشون از جمله پرفروش‌ترین آثار ادبیات داستانی در ایران به‌شمار می‌رود. دانشور، همراهِ همسرش جلال آل احمد، عضو کانون نویسندگان ایران بود و در نخستین انتخابات (فروردین ۱۳۴۷) به عنوان رئیس کانون نویسندگان ایران برگزیده شد.

## زندگی

### کودکی و جوانی

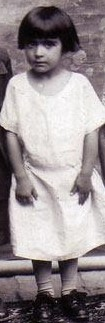
کودکی سیمین

سیمین دانشور در ۸ اردیبهشتِ ۱۳۰۰ خورشیدی در شیراز زاده شد. او سومین فرزند محمدعلی دانشور (پزشک) و قمرالسلطنه حکمت (مدیر هنرستان دخترانه، نقاش؛ دخترعموی علی اصغر حکمت و سردار فاخر حکمت) بود. او سه برادر به نام‌های منوچهر، هوشنگ و خسرو و دو خواهر به نام‌های هما و ویکتوریا داشت. دورهٔ ابتدایی را در مدرسه انگلیسی‌زبان مهرآیین گذراند. او از کودکی با اشعار حافظ و سعدی و آثار نویسندگان ادبیات کلاسیک ایران نظیر ناصر خسرو و بیهقی آشنا شد. در کتابخانهٔ پدرش هم آثار نویسندگان ایرانی و هم آثار نویسندگان روز دنیا موجود بود. دو کتاب‌فروشی معرفت و احمدی که از کتابفروشی‌های معتبر شیراز بودند، با پدر او دوستی داشتند و کتاب‌های تازه چاپ‌شده‌شان را به پدرش هدیه می‌دادند. سیمین اشتیاق فراوانی به کتابخوانی داشت و به زبان انگلیسی هم مسلط بود. به این ترتیب، خیلی زود با ادبیات جهان نیز آشنا شد. دبیرستان را در همان مدرسه مهرآیین گذراند. در سال ۱۳۱۶ اولین مقاله‌اش را با نام زمستان بی‌شباهت به زندگی ما نیست در نشریه‌ای محلی چاپ کرد. در امتحان نهایی دیپلم شاگرد اول کل کشور شد. در سال ۱۳۱۷، به همراه هما و منوچهر به تهران آمد. هما در رشته پزشکی و منوچهر در رشته باستان‌شناسی مشغول تحصیل شدند. سیمین مدتی در شبانه‌روزی آمریکایی تهران ساکن شد و آموزش زبان انگلیسی را پی گرفت. بعد در رشته زبان و ادبیات فارسی در دانشکده ادبیات دانشگاه تهران مشغول به تحصیل شد.
سیمین دانشور ۲۰ ساله بود که پدرش، محمدعلی دانشور، درگذشت. پس از مرگ پدر، مادرش هم به تهران آمد و در خیابان ایرانشهر ساکن شدند. با این‌که از نظر مالی مشکلی نداشتند، سیمین تصمیم گرفت کار کند. در سال ۱۳۲۰، به عنوان معاون اداره تبلیغات خارجی در رادیو تهران استخدام شد. علی اکبر کسمایی و احمد شاملو از همکاران او در رادیو بودند. دو سال بعد، در سال ۱۳۲۲، از کار رادیو کناره‌گیری کرد و در روزنامه ایران مشغول به کار شد. از این زمان به بعد، او با نام مستعار شیرازی بی‌نام برای نشریات مختلف مقاله می‌نوشت و ترجمه هم می‌کرد. مرتضی کیوان او را تشویق کرد داستان‌های پراکنده‌اش را جمع‌آوری و منتشر کند.در ۱۳۲۷، اولین کتاب خود را با نام آتش خاموش (شامل ۱۶ داستان کوتاه) منتشر کرد. آتش خاموش نخستین مجموعه داستانی است که به قلم زنی ایرانی چاپ شده است. داستان‌های این مجموعه با نقدهای منفی بسیاری مواجه شد. یک سال بعد به اخذ درجهٔ دکترای ادبیات فارسی نایل شد و باز یک سال بعد با جلال آل احمد، نویسنده و مبارز اجتماعی مطرح آن سال‌ها ازدواج کرد.

### آشنایی و ازدواج با جلال آل احمد

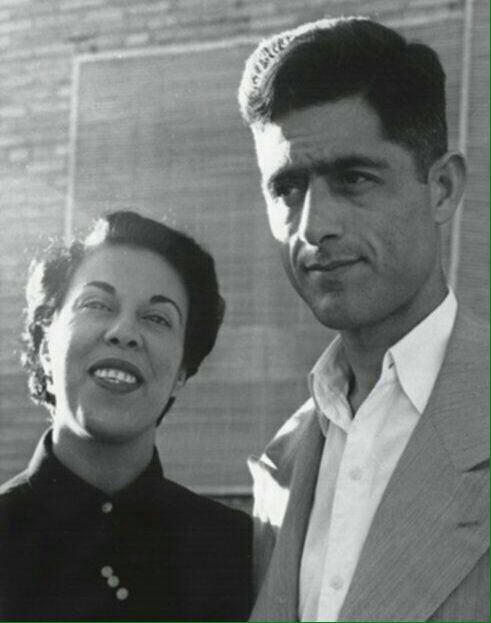
سیمین دانشور در کنار جلال آل احمد

سیمین دانشور در سال ۱۳۲۷ در حالی که در اتوبوس از تهران راهی شیراز بود، با جلال آل‌احمد، نویسنده و روشنفکر ایرانی، آشنا شد این آشنایی دو سال بعد به ازدواج انجامید.
خواهر سیمین دانشور (ویکتوریا) ماجرای آشنایی سیمین و جلال را این‌طور نقل می‌کند:
ما عید رفته بودیم اصفهان و در اتوبوسی که می‌خواستیم به تهران برگردیم، آقایی صندلی کنارش را به خانم سیمین تعارف کرد. آن دو کنار هم نشستند. بعد آمدیم خانه. صبح دیدم خانم سیمین دارند آماده می‌شوند که بروند بیرون. من هم می‌خواستم بروم خرید. وقتی در را باز کردم، دیدم آقای آل احمد مقابل در ایستاده است. نگو این‌ها روز قبل قرار مدارشان را گذاشته‌اند. روز نهم آشنایی‌شان هم قرار عقد گذاشتند. بعد همه را دعوت کردیم و در مراسمشان فامیل و همهٔ نویسندگان بودند. صادق هدایت هم بود. بعد آن‌ها خانه‌ای اجاره کردند و رفتند سر زندگی‌شان.
خانواده دانشور مرفّه و تحصیل‌کرده بودند؛ و پدرِ جلال، که راضی به این ازدواج نبود، در روز عقد جلال و سیمین به قم رفت و در مراسم حاضر نشد. او تا ده سال بعد هم پا به خانه آن‌ها نگذاشت. شمس آل احمد، برادر جلال، در کتاب سیر و سلوک خاطره‌ای از مراسم عروسی تعریف می‌کند. به گفتهٔ او، صادق هدایت، از مهمانان عروسی بود و یک قاشق چای‌خوری یک بار مصرف به عروس و داماد هدیه داد. گویا این ماجرا باعث تفریح حضار شده بود.
این ازدواج تا مرگ نابه‌هنگام آل احمد در سال ۱۳۴۸، به مدت ۲۰ سال دوام داشت. دانشور در گفت‌وگو با ناصر حریری گفته است که آن‌ها هر چه می‌نوشتند، به هم نشان می‌دادند اما او هرگز اجازه نمی‌داده جلال در نوشته‌هایش دست ببرد. همچنین دانشور هیچ‌گاه از نثر آل احمد که دست کم سه دهه یکه‌تاز میدان نویسندگی بود، تأثیر نپذیرفت و زندگی مشترک در شیوهٔ نگارش او اثر نگذاشت و استقلال خود را حفظ کرد.

### فارغ‌التحصیلی از دانشگاه
در ۱۳۲۸ با مدرک دکترای ادبیات فارسی از دانشگاه تهران فارغ‌التحصیل شد. عنوان رسالهٔ وی «علم‌الجمال و جمال در ادبیات فارسی تا قرن هفتم» بود. راهنمای این رساله در ابتدا فاطمه سیاح بود اما با مرگ نابه‌هنگام او کار ناتمام ماند و دانشور ادامهٔ کار را با راهنمایی بدیع‌الزمان فروزانفر پی گرفت. بخش اول این رساله که در زمان حیات سیاح و با راهنمایی او نوشته شده است، به «علم‌الجمال در غرب» می‌پردازد. موضوع بخش دوم که زیر نظر فروزانفر نوشته شده است، «علم‌الجمال در ایران» است. از استادان او در دانشکدهٔ ادبیات می‌توان به عباس اقبال، بدیع‌الزمان فروزانفر، ملک‌الشعرای بهار، علی اصغر حکمت، نصرالله فلسفی، لطفعلی صورتگر و احمد بهمنیار اشاره کرد.
در همین سال سرباز شکلاتی جرج برنارد شاو را ترجمه و منتشر کرد و مقاله‌ها و داستان‌های کوتاهی نیز در روزنامه کیهان، مجله بانو و امید چاپ کرد.

### تحصیل در آمریکا
دانشور در شهریور ۱۳۳۱ با دریافت بورس تحصیلی از مؤسسه فولبرایت به دانشگاه استنفورد آمریکا رفت و در رشتهٔ زیبایی‌شناسی تحصیل کرد. در این سفر همسرش آل احمد را همراهی نکرد. نامه‌هایی که بین این دو در این مدت رد و بدل شد، بعدها در کتابی به نام نامه‌های سیمین دانشور و جلال آل احمد از سوی انتشارات نیلوفر منتشر شد. دانشور در استنفورد نزد والاس استگنر داستان‌نویسی و نزد فیل پریک نمایش‌نامه‌نویسی آموخت. او در مصاحبه‌هایش همواره به تأثیر استگنر بر داستان‌نویسی‌اش اشاره می‌کند: «تکنیک نویسندگی خود را مدیون والاس استگنر هستم. این که روایت نمی‌کنم و نشان می‌دهم که قید و صفت به کار می‌برم و این که از فعل و اسم بیشترین استفاده را می‌کنم.»در مدت زندگی و تحصیل در آمریکا دو داستان کوتاه به زبان انگلیسی نوشت که در نشریه دانشگاه استنفورد به نام پسیفیک اسپکتیتر چاپ شد. در مدت تحصیل در آمریکا باغ آلبالو و دشمنان چخوف، رمان بئاتریس آرتور شنیتسلر و رمز موفق زیستن دیل کارنگی را هم ترجمه و منتشر کرد.

### تدریس
سیمین دانشور هرچند بیست سال به تدریس در دانشگاه تهران پرداخت و بسیار محبوب دانشجویان و استادان بود، هرگز به رتبهٔ استادی ارتقا نیافت، چون ظاهراً ساواک اجازهٔ چنین کاری را نمی‌داد.

### بازگشت به ایران و ادامه کار نویسندگی

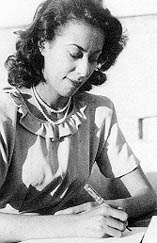
دانشور احتمالاً در دهه ۴۰ شمسی

دانشور در سال ۱۳۳۴ به ایران بازگشت و در هنرستان هنرهای زیبای دختران و پسران مشغول تدریس شد. مدیریت مجلهٔ نقش و نگار را پذیرفت. کمدی انسانی سارویان و داغ ننگ ناتانیل هاتورن را ترجمه کرد. در سال ۱۳۳۶ به همراه جلال آل احمد سفری به اروپا رفت. در ۱۳۳۷ کتاب همراه آفتاب، نوشتهٔ هارولد کورلندر را ترجمه و منتشر کرد. تا این‌که در سال ۱۳۳۸، به عنوان دانشیار کلنل علینقی وزیری در رشتهٔ باستان‌شناسی و تاریخ هنر دانشگاه تهران مشغول به کار شد. کار تدریس او در دانشگاه تهران تا بیست سال بعد، یعنی سال ۱۳۵۸ که از دانشگاه تهران بازنشسته شد، ادامه یافت.
در سال ۱۳۴۰، دومین مجموعه داستان خود با نام شهری چون بهشت را منتشر کرد. این مجموعه شامل ده داستان کوتاه بود. در سال ۱۳۴۳، بار دیگر سفری به آمریکا رفت تا در سمیناری در دانشگاه هاروارد شرکت کند.
در تیرماه ۱۳۴۸ رمان سَووشون را منتشر کرد که مشهورترین رمان او و از جملهٔ پرفروش‌ترین رمان‌های معاصر است. تاکنون بیش از پانصد هزار نسخه از این کتاب در ایران به فروش رفته و به هفده زبان ترجمه شده است. بسیاری از منتقدان این اثر را یکی از ماندگارترین آثار ادبی فارسی می‌دانند. دو ماه بعد از انتشار سووشون، در ۱۸ شهریور ۱۳۴۸، جلال آل احمد درگذشت.
در سال ۱۳۵۱، کتاب چهل طوطی را منتشر کرد. این کتاب ترجمه‌ای است از مجموعه‌ای از حکایت‌های هندی که لین یوتانک، نویسندهٔ چینی، در کتابی به نام The Wisdom of India جمع‌آوری کرده است. این کتاب که تنها همکاری آل احمد و دانشور به حساب می‌آید، در سال ۱۳۵۱ با عنوان چهل طوطی اصل از سوی انتشارات موج به چاپ رسید.
۱۸ مهرِ ۱۳۵۶ دانشور نخستین سخنرانِ واپسین دورهٔ شب‌های شعرِ گوته در باغِ انجمنِ فرهنگیِ روابطِ ایران-آلمان بود و گفتارِ خود را با آیه‌ای از قرآن (ربِّ اشْرَحْ لِی صَدرِی و یسر لی امری و احلل عقده من لسانی یَفقَهُوا قَوْلِی)؛ موسی از خدا می‌خواهد که «گره از زبانش» بگشاید، یعنی موانع فهم سخن او را بر طرف سازد تا بتواند آن چنان فصیح و بلیغ سخن بگوید که هر شنونده‌ای به راحتی آن گفته‌ها را درک کند، آغاز کرد. موضوعِ سخنرانیِ او «مسائل هنر معاصر در جهان و در کشورهای جهان سوم» بود.
در سال ۱۳۶۱ کتابی را منتشر کرد به نام غروب جلال. این کتاب از دو بخش تشکیل شده است. بخش اول کتاب، با نام شوهرم، جلال در سال ۱۳۴۱ و در زمان حیات آل احمد نوشته شده است. دانشور این کتاب را با وصف آل احمدِ نویسنده آغاز می‌کند، افکار و ویژگی‌های اخلاقی او را از منظر خود توصیف می‌کند و به جنبه‌های فردی، اجتماعی و سیاسی زندگی او می‌پردازد. بخش دوم کتاب، تقریباً بیست و یک سال بعد نوشته شده است. در این بخش، دانشور خاطرهٔ روز درگذشت آل احمد را روایت می‌کند. نام کتاب، از همین بخش دوم گرفته شده است.
در سال ۱۳۶۳، کتاب جدال نقش با نقاش هوشنگ گلشیری منتشر شد که یکی از جدی‌ترین نقدها دربارهٔ آثار سیمین دانشور، به‌ویژه سووشون تا آن زمان بود. در سال ۱۳۷۲، اولین کتاب از سه‌گانهٔ سیمین دانشور، به نام جزیره سرگردانی  منتشر شد که به دغدغه‌های روشنفکران ایران در دههٔ ۴۰ و ۵۰ می‌پرداخت. ۱۳۷۶، مجموعه داستان از پرنده‌های مهاجر بپرس با همکاری نشر نو و نشر کانون چاپ شد. در سال ۱۳۷۸ یادنامه جلال آل احمد توسط علی دهباشی منتشر شد که گفت‌وگویی مفصل با دانشور را شامل می‌شد. جلد دوم تریلوژی دانشور، ساربان سرگردان، در سال ۱۳۸۰ را چاپ کرد که به بازنگری وقایع پس از انقلاب ۱۳۵۷ ایران می‌پردازد. کتاب سوم این مجموعه کوه سرگردان است. گفته می‌شود دانشور این کتاب را در سال ۱۳۸۶ برای چاپ به انتشارات خوارزمی سپرد. دو سال بعد ناشر اعلام کرد که آخرین رمان دانشور مفقود شده است. از سال ۱۳۸۶، بیماری سبب شد دیگر نتواند به کار نوشتن ادامه دهد. آخرین اثر چاپ شدهٔ او مجموعه داستانی است به نام انتخاب شامل ده داستانی که پیش‌تر در کتاب از پرنده مهاجر بپرس آمده بود، به اضافه شش داستان جدید. داستان‌های این مجموعه از نظر فرم و مضمون متفاوت‌اند و در نگارش آن‌ها از تکنیک‌های پست‌مدرن استفاده شده است.

### دیدار باسید روح‌الله خمینی
غلامحسین ساعدی می‌گوید:
وقتی آقای خمینی وارد ایران شد، کانون نویسندگان ایران به دیدن ایشان رفت که راجع‌به مطبوعات و این مسائل صحبت بکنند. من هم جزو آن هیئت بودم. به‌نظر من خیلی کار خوبی کردیم که رفتیم. غول را وقتی که از چاه در می‌آید اگر نبینی و راجع به آن حرف بزنی، فایده ندارد. دیدن خمینی برای من جالب بود. قضیه از این قرار بود که سانسور و اینها دوباره پا گرفته بود و کانون نویسندگان تصمیم گرفت که اندکی برود و به خود حضرت بگوید که: «دایی، ما هستیم‌ها». آن وقت نشستیم به نوشتن یک متن. یک عده جمع شدند و اینها و فلان. گفتیم نه، برویم و به او بگوییم، الان دستگاه دارد دست او می‌افتد. یک متنی تهیه شد که به نظر من متن خوبی هم بود. بعدش تلفن زدند که شما می‌توانید بیایید، آقا اصلاً منتظر شماست؛ مثلاً سیمین دانشور بود، من بودم، سیاوش کسرایی بود، جواد مجابی بود، باقر پرهام، شانزده - هفده نفر بودیم. جعفر کوش‌آبادی بود. قرار شد متن را باقر پرهام بخواند. تنها زنی که با ما بود خانم [سیمین] دانشور بود. ایشان یک روسری داشتند و این شیخ هی می‌گفت که این روسری را یک‌کمی بکش بالا مثلاً صورتتان را بپوشاند. خانم سیمین به آفت الله، آره به آیت الله یک جور شیفتگی داشت. بعد گفت، «آقا اجازه بدهید دستتان را ببوسم.» خمینی گفت، «حالا فایده دارد؟ نبوسند برند.».
با وجود این‌ها، تقی‌زاده معتقد است که دانشور از لحاظ مشرب فکری، آزاده و آزاده‌اندیش بود و پای‌بند هیچ ایدئولوژی خاصی نشده و به دسته و گروه و حزبی وابسته نبوده است. نیز بینش مسلط او را اعتدال، درون‌مایه مسلّط داستان‌هایش را آزادی‌های بنیادی زن و جهان‌بینی مسلّط او را امید به آینده می‌داند. همچنین در مستند سیمین، ساکن جزیره سرگردانی ساخته حسن صلح جو که اسفند ۱۳۹۴ از تلویزیون بی‌بی‌سی پخش شد، ابعاد جدیدی از زندگی سیمین دانشور را روایت کرد. در این مستند ابراهیم گلستان، عطاء الله مهاجرانی، اسماعیل خویی، عباس میلانی، ناصر پاکدامن، شهرنوش پارسی‌پور، پرتو نوری علا، عباس معروفی، احمد کریمی، محسن مخملباف و ناصر زراعتی تجربه و پندارهای خود دربارهٔ سیمین دانشور را بازگفتند.

### درگذشت

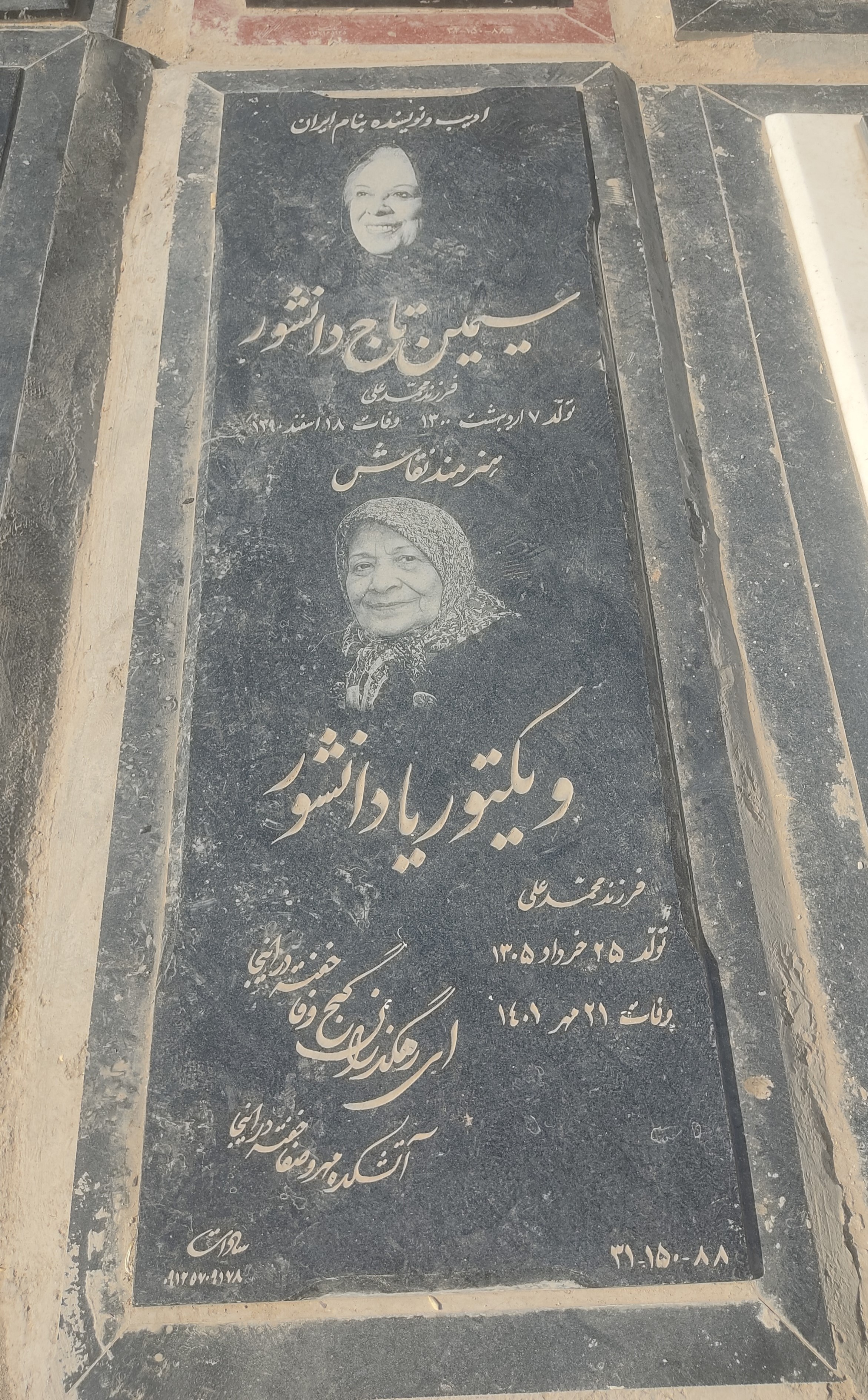
قبر سیمین دانشور و خواهرش ویکتوریا دانشور در قطعه هنرمندان بهشت زهرا

۳۰ تیر ۱۳۸۶ خورشیدی دانشور به علت مشکلات حاد تنفسی در بیمارستان پارس تهران بستری شد، نیز شایع شد که وی درگذشته است اما این خبر تکذیب شد. او در ۲۲ مرداد ۱۳۸۶ با تشخیص تیم پزشکی از بیمارستان پارس مرخص شد. سیمین دانشور پس از یک دوره بیماری آنفلوآنزا، عصر روز ۱۸ اسفند ۱۳۹۰ برابر با ۸ مارس ۲۰۱۲ در ۹۰ سالگی در خانه‌اش در تهران درگذشت. خبرگزاری مهر آدرس محل دفن او را قطعه ۸۸ (هنرمندان)، ردیف ۱۵۰، شماره ۳۱ ذکر کرده است.

## کتاب‌ها

### مجموعه داستان

#### آتش خاموش
آتش خاموش (اردیبهشت ۱۳۲۷) اولین مجموعه داستان دانشور و اولین مجموعه داستان از نویسندگان زن ایرانی است. این مجموعه شامل ۱۶ داستان کوتاه است که بین سال‌های ۱۳۲۱ تا ۱۳۲۶ نوشته شده‌اند.قهرمان داستان‌ها اغلب دختری تحصیل‌کرده از خانواده‌ای مرفه است که با عقب‌ماندگی‌های ایران سنتی سر ناسازگاری دارد. این مجموعه داستان را اغلب منتقدان ضعیف ارزیابی کرده‌اند و نشانهٔ بی‌تجربگی نویسنده دانسته‌اند اما احساسات زنانه‌ای که در داستان‌ها دیده می‌شود، در فضای داستان‌نویسی ایران تازگی دارد. هوشنگ گلشیری داستان‌های این مجموعه را سیاه‌مشقی بیش نمی‌داند. از نظر او «کلاغ کور» بهترین داستان این مجموعه است.

#### شهری چون بهشت
شهری چون بهشت دومین مجموعه داستان دانشور با فاصله‌ای ۱۳ ساله نسبت به کتاب اول، در دی ماه ۱۳۴۰ منتشر شد. این مجموعه شامل ده داستان است. در دوره‌ای که بسیاری از نویسندگان ایرانی نوشتن از نظرگاه کودکان را امتحان می‌کنند (و از آن جمله‌اند میرصادقی، تنکابنی، قریب، پاینده، پرویزی، بابامقدم، آل احمد و گلستان)، دانشور نیز تلاش می‌کند از دید قهرمانان نوجوانش بنویسد. شکست در عشق و زندگی و در عین حال تسلیم ناامیدی نشدن از مضامین عمده داستان‌های این مجموعه است. دنیای ذهنی و عینی زنان، شوربختی‌ها و امیدهایشان در هر ده داستان مجموعه حضور دارد. هوشنگ گلشیری معتقد است دانشور از کتاب قبلی تا این کتاب راه درازی را طی کرده و به قدرت نسبی رسیده است. او به تأثیر نویسندگانی چون فاکنر، همینگوی و چخوف در برخی داستان‌های این مجموعه اشاره می‌کند.

#### به کی سلام کنم
مجموعه داستان به کی سلام کنم؟ در خرداد ۱۳۵۹ منتشر شد. چهار داستان این مجموعه پیش‌تر در سال‌های ۱۳۵۲ تا ۱۳۵۴، در جُنگ الفبا به سردبیری غلامحسین ساعدی چاپ شده بود و با تغییرات جزئی در کتاب آمده است. این چهار داستان عبارتند از: تیله شکسته، تصادف، به کی سلام کنم؟ و چشم خفته. شش داستان دیگر اولین بار در همین مجموعه منتشر شده‌اند. تمام داستان‌های این کتاب پیش از انقلاب نوشته شده‌اند. موضوع داستان‌های این مجموعه مسائل سیاسی و اجتماعی دههٔ ۵۰ و اختناق حاکم بر جامعه بود. در بعضی دیگر از داستان‌ها، دانشور به جنبه‌های منفی غرب و مصرف‌گراییو تأثیر آن در ازخودبیگانگی زنان طبقه متوسط می‌پردازد. در برخی از داستان‌های این مجموعه از شیوهٔ تک‌گویی در روایت استفاده شده است.

#### از پرنده‌های مهاجر بپرس
از پرنده‌های مهاجر بپرس مجموعهٔ داستان‌هایی است که دانشور طی سال‌های پس از انقلاب با مضمون انقلاب و جنگ نوشت و در سال ۱۳۷۶ در قالب یک کتاب منتشر کرد. داستان‌های این مجموعه حال و هوای زندگی‌نامه‌ای دارند.

#### انتخاب
مجموعه داستان کوتاه انتخاب شامل شانزده داستان کوتاه است؛ ده داستان مجموعهٔ از پرنده‌های مهاجر بپرس به اضافهٔ شش داستان تازه. این کتاب در سال ۱۳۸۶ منتشر شده است.

### رمان‌ها

#### سووشون
سووشون، اولین و معروف‌ترین اثر دانشور، در تیر ۱۳۴۸ و مدت کوتاهی قبل از مرگ جلال آل‌احمد (فوت جلال هجده شهریور ۱۳۴۸) از سوی انتشارات خوارزمی منتشر شد. دربارهٔ این رمان نقدهای بسیاری منتشر شده است. سووشون تاکنون به ۱۷ زبان ترجمه شده است.
داستان سووشون در زمان جنگ جهانی دوم می‌گذرد. شخصیت اصلی داستان زنی است به نام زری و داستان از نظرگاه او روایت می‌شود. شیراز مملو از نیروهای انگلیسی و غذا کم است. انگلیس، برای تأمین آذوقهٔ قشونش، غلهٔ ملاکان شیراز را یک‌جا می‌خرد. یوسف، همسر زری، هم از ملاکان شیراز است اما نمی‌خواهد محصولش را به انگلیسی‌ها بفروشد و رعیت را گرسنه بگذارد. زری در دل شجاعت و مقاومت همسرش را تحسین می‌کند اما از عاقبت کارهای او نگران است. نویسنده در عین حال که خط داستانی پرماجرایش را پیش می‌برد، اوضاع منطقهٔ فارس را نیز در این برههٔ زمانی توصیف می‌کند.
حسن میرعابدینی این رمان را آغازگر فصلی تازه در داستان‌نویسی ایران می‌داند. محمد حقوقی، محیط جنوب را در این داستان قابل تعمیم به تمام ایران می‌داند. به اعتقاد او، زری نمایندهٔ زن تحول‌یافتهٔ ایرانی‌ست و همسرش یوسف، نمایندهٔ روشنفکران مبارز است.

#### سه‌گانهٔ سیمین
آخرین اثر سیمین دانشور، رمان سه‌گانه‌ای است که دو رمان اول آن به نام‌های «جزیرهٔ سرگردانی» و «ساربان سرگردان» منتشر شده است. رمان جزیرهٔ سرگردانی پس از سی سال سکوت نویسنده در سال ۱۳۷۲، ظاهراً بیست سالی پس از نگارش آن به چاپ رسیده است.

##### جزیره سرگردانی
جزیرهٔ سرگردانی، دومین رمان دانشور و جلد نخست از سه‌گانهٔ اوست که چاپ نخست آن در سال ۱۳۷۲ از سوی  انتشارات خوارزمی منتشر شده است. شخصیت‌های اصلی این رمان (که در رمان [های] بعدی هم حضور دارند) عبارت‌اند از: هستی، مادربزرگ، مامان عشی، سلیم فرخی و مراد پاکدل. شخصیت اصلی رمان هستی‌ست که بین دو دلداده سرگردان است: مراد همکلاسی هستی که گرایش چپ دارد و سلیم پسر یک بازاری که در انگلیس تحصیل کرده و گرایش‌های مذهبی دارد.

##### ساربان سرگردان
ساربانْ سرگردان، ۱۳۸۰، انتشارات خوارزمی
ساربان سرگردان ادامهٔ داستان جزیرهٔ سرگردانی‌ است. هستی به دلیل فعالیت‌های مراد و رفقایش به زندان می‌افتد. سلیم از هستی جدا می‌شود و با زن دیگری ازدواج می‌کند. هستی و مراد به جزیره‌ای به نام جزیره سرگردانی تبعید می‌شوند. بعد از مدتی با کمک ناپدری هستی فرار می‌کنند، با هم ازدواج می‌کنند و صاحب پسری می‌شوند. در پایان رمان، جنگ ایران و عراق آغاز می‌شود و مراد عازم جبهه می‌شود.

##### کوه سرگردان
کوه سرگردان آخرین رمان سیمین دانشور بود که تاکنون منتشر نشده است. مجله ادبی ـ هنری نافه در شماره آبان ۱۳۸۹ خود در گزارشی که علیرضا غلامی با عنوان «در جستجوی کوه سرگردان» نوشته بود، برای نخستین بار خبر داد که رمان کوه سرگردان سیمین دانشور مفقود شده است. در این گزارش گفته شد که سیمین دانشور نگارش این رمان را قبل از تیر ۱۳۸۶ یعنی قبل از بیماری تمام کرده است، اما بعد از بهبود نسبی دانشور در پاییز همان سال، ناشر پی می‌برد که رمان کوه سرگردان ناپدید شده است. انتشارات خوارزمی دو سال تلاش کرده بود خبر مفقود شدن این رمان در رسانه‌ها درز نکند. مجله ادبی ـ هنری نافه در گزارش خود گفته است این رمان می‌توانست قبل از مرگ علیرضا حیدری، مدیر انتشارات خوارزمی منتشر شود، اما موضوع رمان و حساسیت وزارت فرهنگ و ارشاد اسلامی نسبت به آن و همچنین محافظه‌کاری مدیران انتشارات خوارزمی از علل تأخیر در انتشار آن بوده است.
همچنین در سال ۱۴۰۱ فیلم مستندی با موضوع جست‌وجو و موضوع این رمان، توسط فطرس‌مدیا با عنوان «سیمین هم منتظر بود» تولید گردید که سعی کرده بود از این گمشده گره‌گشایی کند.

### ترجمه‌ها
سیمین دانشور در کنار داستان‌نویسی به کار ترجمه هم می‌پرداخت. او البته نوشتن را کار اصلی خود می‌دانست اما گاه به گاه هم او و هم آل‌احمد ناچار می‌شدند برای گذران زندگی دست به ترجمه بزنند. دانشور از انگلیسی و آل‌احمد از فرانسوی به فارسی ترجمه می‌کرد. او به جز داستان و رمان و نمایشنامه، چند مقاله نیز ترجمه کرده است.
- سرباز شکلاتی/جرج برنارد شاو، ۱۳۲۸.
- دشمنان/آنتوان چخوف، ۱۳۲۸
- تیفوس آنتوان چخوف، چند خاطره از چخوف/ماکسیم گورکی، تهران: امیرکبیر، ۱۳۲۹.
- بهترین داستان‌های چخوف‌/آنتوان چخوف، تهران: صفی‌علیشاه، ۱۳۳۰.
- بئاتریس/آرتور شنیتسلر، تهران: بنگاه مطبوعاتی رواق، ۱۳۳۲.
- ک‍م‍دی ان‍س‍ان‍ی، ی‍ا، پ‍ی‍ک م‍رگ و زن‍دگ‍ی‌/ ویلیام سارویان. ت‍ه‍ران: ابن‌سینا: کتابخانه دانش: مؤسسه انتشارات فرانکلین‏‫، ۱۳۳۳‬. ‬
- ه‍م‍راه آف‍ت‍اب: اف‍س‍ان‍ه‌ه‍ا و داس‍ت‍ان‌های م‍ل‍ی ک‍ش‍ور م‍ا/ گ‍ردآورن‍ده ه‍ارول‍د ک‍ورل‍ن‍در. ت‍ه‍ران: کتابفروشی و چاپخانه محمدحسن علمی: مؤسسه انتشارات فرانکلین‏‫، ۱۳۳۷. ‬
- داغ ننگ/ ناتانیل هاثورن. تهران: ن‍ی‍ل (ف‍ران‍ک‍ل‍ی‍ن)، ۱۳۴۶.
- باغ آلبالو/ آنتوان چخوف. تهران: انتشارات نیل، ۱۳۴۷.
- بنال وطن/ آلن پیتون. تهران: خوارزمی، ۱۳۵۱.
- چهل طوطی/ ترجمه و تحریر سیمین دانشور و جلال آل احمد، با طرح‌هایی از اردشیر محصص. ت‍ه‍ران: نشر موج‏‫، ۱۳۵۱.
- ماه عسل آفتابی (مجموعه داستان)/ریونوسوکه آکوتاگاوا و…. ت‍ه‍ران: رواق: فردوسی‏‫، ۱۳۶۲.
- راز م‍وف‍ق زی‍س‍ت‍ن‌/ دی‍ل ک‍ارن‍گ‍ی. ت‍ه‍ران: ج‍ام‍ی، ۱۳۷۲(چاپ دوم).

### آثار غیرداستانی
- غروب جلال، انتشارات رواق، ۱۳۶۰
- شاهکارهای فرش ایران
- راهنمای صنایع ایران
- ذن بودیسم
- مبانی استتیک

## جایگاه زن در آثار
آثار داستانی سیمین دانشور در سراسر تاریخ داستان پردازی ایران کم‌نظیر و از جهاتی یگانه است و برخلاف منفی نگری دربارهٔ شخصیت زن که حجم وسیعی از داستان‌های ایرانی راپر کرده و حتی نویسندگان زن هم در این زمینه نسبت به همجنسان خود جفا
کردند، او زن را با همه جنبه‌های شخصیتی اش به نمایش گذاشته است. شخصیت‌های زن داستان‌های دانشور، تسلیم محض نیستند و برای تغییر شرایط فعالیت‌هایی انجام می‌دهند. زنان داستان‌های دانشور محصور در بند خانه نبوده و اکثراً (غیر از زن داستان تصادف، زن داستان مار و مرد و نیکو زن سلیم) در جامعه فعالیت می‌کنند. آنها گاهی در جایگاه قدرتمندی قرار دارند؛ سرپرست گروه باستان‌شناسی در داستان کوتاه تیله شکسته، گاهی استاد دانشگاه است؛ زنان در رمان‌های جزیره سرگردانی و ساربان سرگردان، گاهی وضع موجود را برنمی‌تابند و دست به مبارزه می‌زنند؛ هستی در رمان‌های جزیره سرگردانی و ساربان سرگردان. در داستان‌های سیمین دانشور هم زنانی از اقشار متوسط و بالای جامعه حضور دارند و هم زنانی از طبقه فرودست. اجتماع نکته جالب توجه این است که زنان طبقه پایین جامعه نیز کار می‌کنند. هر چند کار آنها کار غیررسمی و کلفتی و خدمتکاری است، اما همانند سه زن داستان گلریزان از راضیه تجار، تسلیم محض شرایط، سنت و مردان نیستند. احترام به آزادی‌های بنیادی زن، که درون مایه جهان‌بینی دانشور را تشکیل می‌دهد، تلاش برای برابری زبانهٔ ترازوی زنانگی ــ مردانگی و برقراری تعادل است.
اگر زن و مسایل زنان از هسته‌های بنیادی مباحث فمینیستی دانسته شود، سیمین دانشور همانگونه که خود نیز صراحت دارد، یک فمینیست است. سیمین دانشور، نخستین نویسنده زن ایرانی است که در تمام آثار خود، به شیوه‌های گوناگون، در پی بیان حقوق از دست رفته زنان است. او که به صراحت خود را فمینیست می‌داند، به نوعی از فمینیسم ایرانی و شرقی معتقد است که در آن از زیاده روی فمینیسم غربی خبری نیست. در فمینیسم دانشور جلوه‌هایی از فرهنگ دیرینه مردسالار، ناهنجاری‌های رفتاری مردان، مظلومیت و ستمدیدگی زنان، و بزرگداشت زن، آشکارا بازتاب می‌یابد.

## ترجمه آثار دانشور
- شهری چون بهشت با ترجمهٔ مو-هون یانگ به زبان چینی و با ترجمهٔ آریانا فرخی به زبان ایتالیایی ترجمه شده است.[۷۱]
- سووشون به ۱۷ زبان زنده دنیا ترجمه شده است.[۷۲]

## اقتباس از آثار
فیلم زلزله دوم، نوشته و ساختهٔ افشین شرکت (۱۳۵۶) اقتباسی‌ست از داستان کوتاه تیله شکستهکه نخستین بار در جلد اول مجله الفبا در تاریخ ۱۳۵۲/۶/۲۴ چاپ شد.

## آثار دربارهٔ سیمین دانشور
حسن صلح‌جو فیلم سیمین ساکن جزیره سرگردانی را دربارهٔ زندگی و آثار سیمین دانشور برای بی‌بی‌سی فارسی ساخته است. به پاس خدمات او یادنامه‌ای با عنوان سرو سیمین، یادنامهٔ دکتر سیمین دانشور به کوشش شاهین آریامنش در سال ۱۳۹۶ منتشر شد.

## نظرات دیگران دربارهٔ او
صفدر تقی‌زاده: 
«سیمین دانشور در تاریخ داستان‌نویسی ایران و به‌ویژه داستان‌نویسی زنان ایران، چهره‌ای یگانه است. چاپ و نشر آثار داستانی او تحولی در تاریخ داستان‌نویسی ایران به وجود آورد و خلأ نبود یک رمان‌نویس آگاه به رموز فوت و فن داستان‌نویسی را پر کرد و به زنان دیگر این جرأت را بخشید که ذوق داستان‌نویسی خود را بیازمایند و راه او را پی بگیرند. اکنون ما چیزی حدود دویست نویسنده و داستان‌نویس زن داریم، منهای نویسندگان داستان‌های عامه‌پسند. شهرت و اعتبار سیمین دانشور در کسوت یک رمان‌نویس پیشکسوت، تأثیرگذار و ماندگار، پیش از انتشار رمان‌های سه‌گانه به چنان مرتبه‌ای رسیده بود که اگر این اثر سه‌گانه هم منتشر نمی‌شد، همچنان استوار و پابرجا می‌ماند.»

## یادنامه
کتاب مفاخر میراث فرهنگی ایران (۳)، سرو سیمین، یادنامهٔ دکتر سیمین دانشور به کوشش شاهین آریامنش در اردیبهشت ۱۳۹۶ در نکوداشت دانشور در پژوهشگاه میراث فرهنگی و گردشگری رونمایی شد. در آن سیدمحمد بهشتی، صادق ملک شهمیرزادی، شاهین آریامنش و احمد محیط طباطبایی دربارهٔ ویژگی‌های علمی و فرهنگی سیمین دانشور سخنرانی کردند.

## بزرگداشت
در فروردین ۱۳۹۸، شورای شهر تهران تصویب کرد کوچه‌ای در نزدیکی خانهٔ سیمین و جلال به نام سیمین دانشور نامگذاری شود. به این منظور کوچهٔ رهبری در دزاشیب انتخاب شد.

## خانه

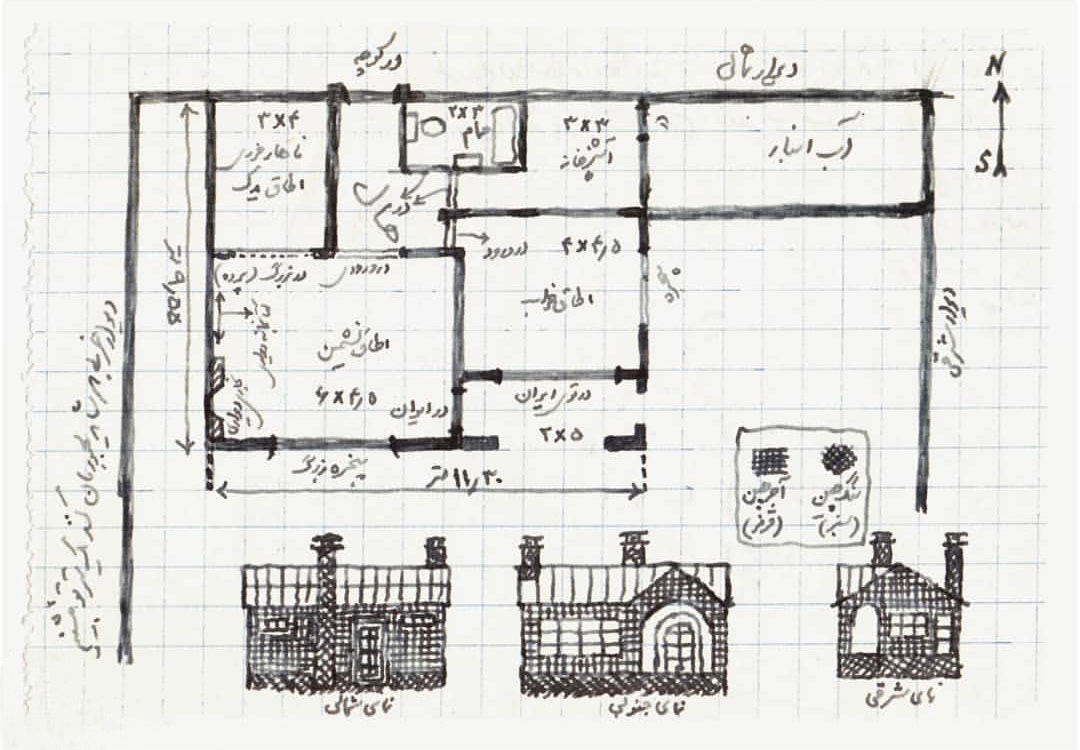
نقشه خانه، به قلم آل احمد

خانه سیمین دانشور و همسرش جلال آل‌احمد در بن‌بست ارض، کوچه رهبری در محله دزاشیب شمیران قرار دارد؛ خانه‌ای که جلال آن را در زمانی که سیمین دانشور برای تحصیل در آمریکا بود، به دست خود ساخت. این خانه سال‌ها محل گرد آمدن نویسندگان بسیاری بود و تا زمان مرگ جلال، محل زندگی جلال و سیمین بود. بعد از مرگ جلال هم سیمین دانشور به تنهایی در آن زندگی می‌کرد. این خانه بزرگ و زیبا با حیاط پر از درختان سرسبز و حوض آبی‌اش، با دیوارهای پر از عکس و نقاشی از جلال و سیمین بعد از مرگ سیمین دانشور، محل زندگی ویکتوریا دانشور (خواهر سیمین دانشور) و همسرش پرویز فرجام بوده است.
در تاریخ ۹ اردیبهشت ۱۳۹۳ این خانه از سوی شهرداری تهران خریداری شد و قرار شد این خانه به «خانه ادبیات» تبدیل شود. ولی آن طور که از خبرها و به‌طور خاص از مصاحبه خواهرزاده جلال آل‌احمد با خبرگزاری مهر در هشتم تیرماه ۱۳۹۵ بر می‌آید، نه‌تنها این پروژه هنوز بعد از دو سال اجرا نشده، بلکه احتمال تخریب و تغییر کاربری بخشی از این خانه هم وجود دارد.

### جنجال

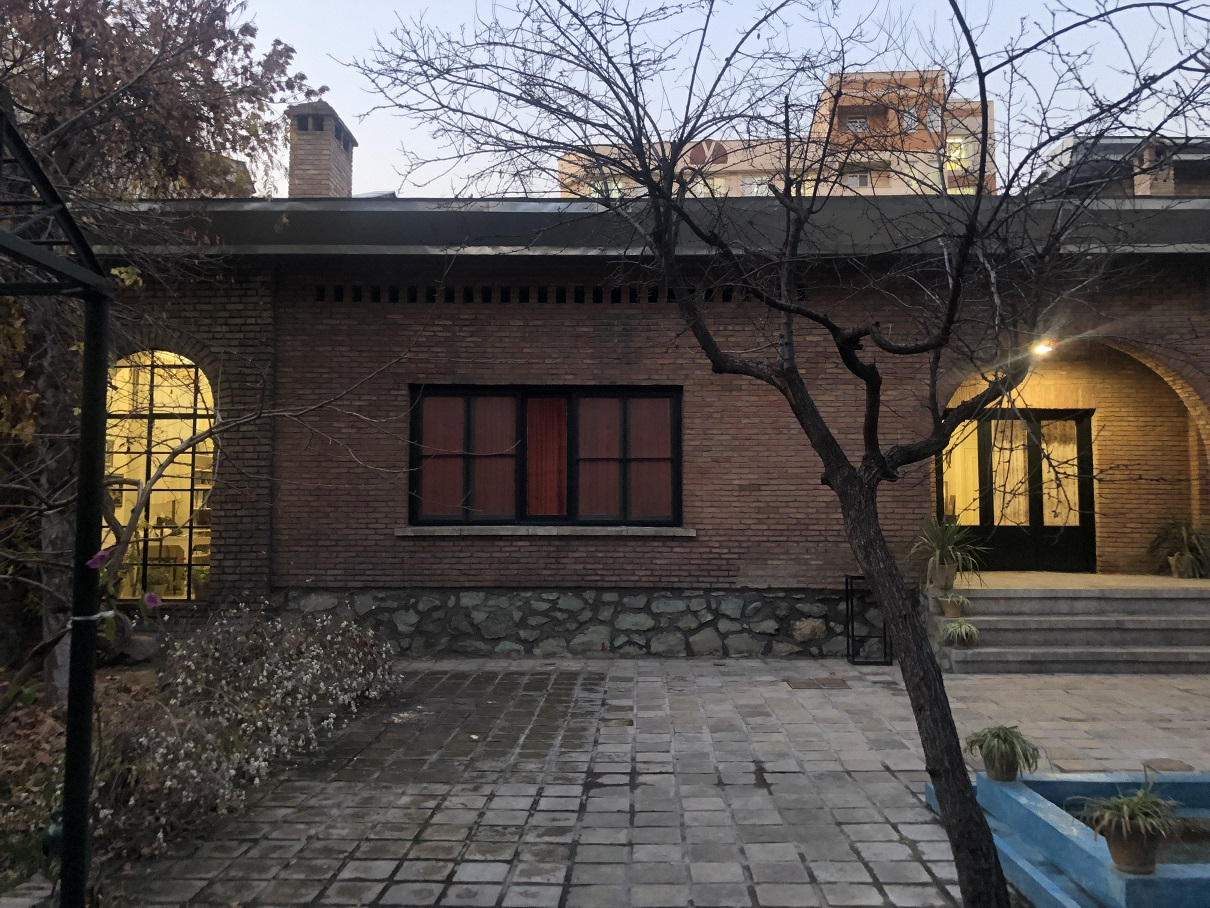
نمای بیرونی از خانه سیمین و جلال

فروش خانهٔ سیمین دانشور و جلال آل احمد و تبدیل آن به خانهٔ ادبیات، موضوعی است مورد مناقشه میان شهرداری و وارثان سیمین و جلال.
روزنامهٔ اعتماد ۱۰ اردیبهشت‌ماه ۱۳۹۳ در واپسین رویهٔ خود گزارشی در این باره چاپ کرده است. در این گزارش، از قول معاون شهرداری نوشته شده که خانهٔ سیمین و جلال خریده شده است اما در سوی دیگر، علی خلاقی، همسر خواهرزاده و دخترخواندهٔ سیمین دانشور گفته است: «این خانه تا زمانی که حکم دادگاه مشخص نشده، نمی‌تواند به فروش برود و معامله از اساس باطل است چون شهرداری تحقیقی نکرده که بداند این خانه مالک دیگری دارد یا نه.»
علی خلاقی در گفت‌وگویی که در «اعتماد» چاپ شده، به وصیت‌نامه سیمین دانشور اشاره کرده که بر پایهٔ آن، لیلی ریاحی (دخترخواندهٔ سیمین دانشور) وارث ثلث اموال دانشور و مسئول انتشار کتاب‌هایش دانسته است.

## پیوندها به بیرون
- اطلاعات در کتابخانهٔ ملی فرانسه BNF
- ساربانی مفتون در جزیرهٔ سرگردانی / علیرضا ذی‌حق
- مصاحبه اختصاصی روزنامه شرق با سیمین دانشور
- ویژه سیمین دانشور در ماهنامه مهر هرمز | به کوشش علیرضا عطاران
- متن وصیت‌نامه سیمین دانشور | ناشر: خبر آنلاین| تاریخ: ۱۳۹۱/۲/۲۵